# Gallego (apellido)
Gallego es un apellido toponímico muy difundido en España y América.

## Origen
Su origen se localiza en Santa Marta de Ortigueira, en la provincia de La Coruña y desciende del conde Ramón Romaes, hijo del rey Fruela I (S. VIII).
En tiempos de los Reyes Católicos, durante la reconquista, se extendió a otras zonas de Castilla, Extremadura, Andalucía, Aragón, Canarias, Portugal y, con la colonización de América, llegó hasta este continente.

## Distribución
En España había, a fecha 1 de enero de 2020, un total de
- 69 379 personas cuyo primer apellido es Gallego.
- 69 352 de segundo apellido
- 775 con ambos apellidos[3]

En 2014, a lo largo de los cinco continentes, 210 591 personas tenían Gallego como primer apellido, destacando
- Colombia 82 883 (superando a España)
- Filipinas 24 344[4]

## Heráldica
Armas: En campo de oro con tres rocas de su color fileteadas de sable sobre un ondado de azur y plata en forma de faja. Cada roca está coronada por una rama de ortiga de sinople de siete hojas.